# Oumaïma Bel Ahbib
Oumaïma Bel Ahbib est une boxeuse marocaine née le 21 août 1996.

## Carrière
Sa carrière de boxeuse amateure est marquée par une médaille d'or remportée dans la catégorie des moins de 64 kg aux championnats d'Afrique de Brazzaville en 2017.
Aux Jeux africains de Rabat en 2019, elle remporte également la médaille de bronze dans la catégorie des moins de 69 kg.
Le 14 juillet 2021, elle est nommée porte-drapeau de la délégation marocaine aux Jeux olympiques d'été de 2020 à Tokyo par le Comité national olympique marocain, avec le surfeur Ramzi Boukhiam.
Elle décroche la médaille de bronze dans la catégorie des moins de 66 kg aux Jeux méditerranéens de 2022 à Oran.
Elle est médaillée d'argent dans la catégorie des moins de 66 kg aux championnats d'Afrique de boxe amateur 2023 à Yaoundé ainsi qu'aux Jeux panarabes de 2023 à Alger.